# Parque Nacional e Reserva de Great Sand Dunes
Parque Nacional e Reserva de Great Sand Dunes é um parque nacional dos Estados Unidos que conserva uma área de grandes dunas de até 229 m de altura na borda oriental do Vale de San Luis e uma reserva nacional adjacente localizada na Cordilheira Sangre de Cristo, no centro-sul do Colorado. O parque foi originalmente designado Monumento Nacional das Grandes Dunas de Areia em 17 de março de 1932 pelo presidente Herbert Hoover. Os limites originais protegiam uma área de 143,8 km². Uma mudança de limite e redesign como parque nacional e reserva foi autorizada em 22 de novembro de 2000 e, em seguida, estabelecida por um ato do Congresso em 24 de setembro de 2004. O parque abrange 434,4 km², enquanto a reserva protege outros 168,7 km² para um total de 603,1 km². O total de visitantes recreativos foi de 442.905 em 2018.
O parque contém as dunas de areia mais altas da América do Norte. As dunas cobrem uma área de cerca de 78 km² e estima-se que contenham mais de 5 bilhões de metros cúbicos de areia. Sedimentos das montanhas circundantes encheram o vale ao longo dos períodos geológicos. Depois que os lagos de dentro do vale recuaram, a areia exposta foi soprada pelos ventos predominantes do sudoeste em direção a Sangre de Cristos, formando eventualmente o campo de dunas ao longo de dezenas de milhares de anos. Os quatro componentes principais do sistema Great Sand Dunes são a bacia hidrográfica da montanha, o campo de dunas, o lençol de areia e a sabkha. Os ecossistemas dentro da bacia hidrográfica da montanha incluem tundra alpina, florestas subalpinas, bosques montanos e zonas ribeirinhas.